# Die ultimative Chartshow

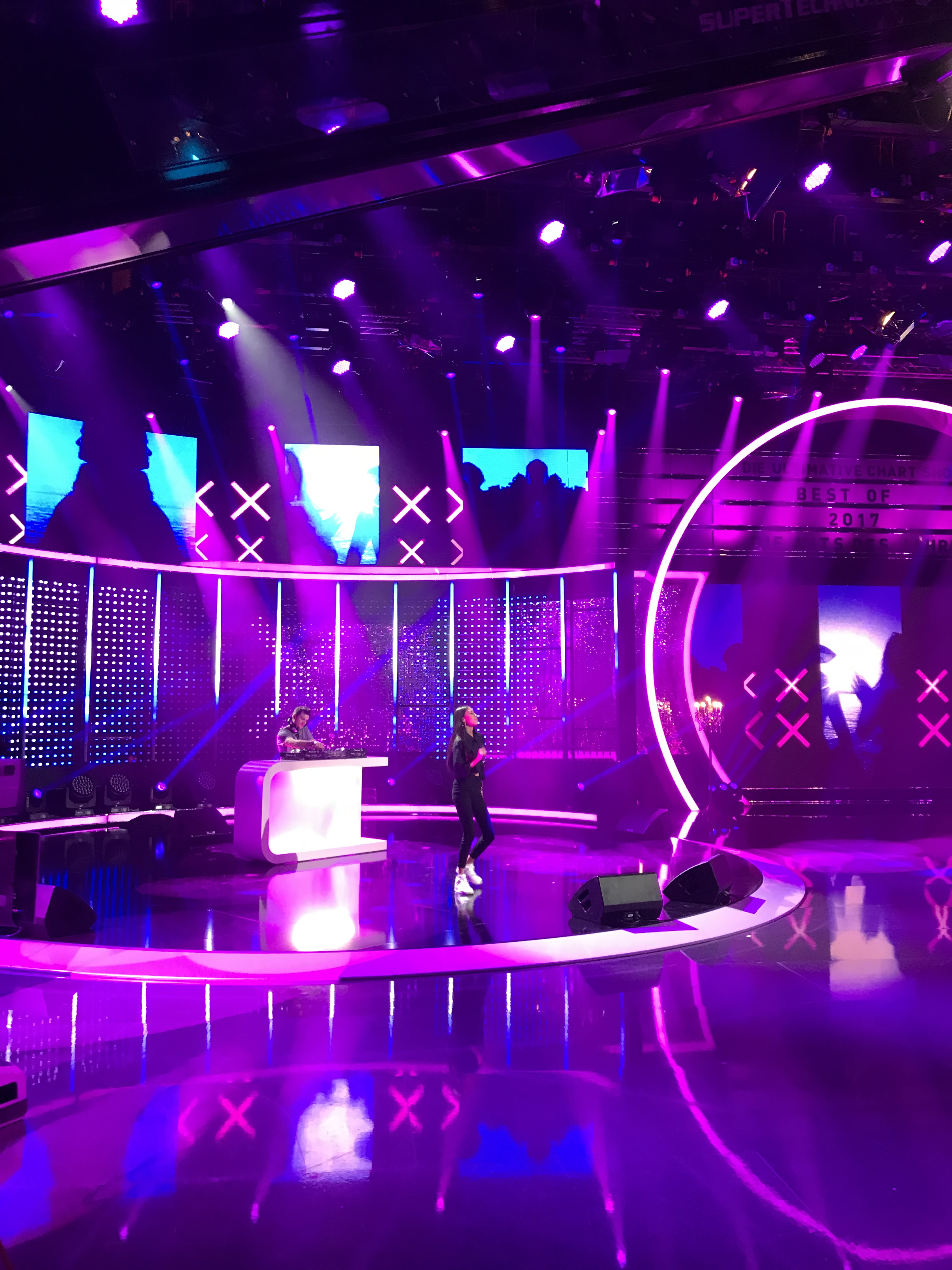
Danelle Sandoval bei ihrem Auftritt in der Chartshow am 8. Dezember 2017

Die ultimative Chartshow ist eine Fernsehshow, die seit dem 21. Mai 2003 auf RTL ausgestrahlt wird. Die Show wird von Oliver Geissen moderiert und von i&u TV im EMG-Studio 8 in Hürth bei Köln produziert. Bis Mitte 2010 war in jeder Sendung der Musikproduzent Thomas M. Stein zu Gast.
Titelsong ist das Intro-Thema von The Final Countdown von Europe. Im Frühjahr 2008 wurde das Design der Show inklusive Logo modernisiert. Zur 97. Folge hat die Sendung ein neues Bühnenbild bekommen. Zur 133. Folge wurden leichte Veränderungen für das Bühnenbild vorgenommen. Zur 162. Folge wurde das Logo leicht modernisiert. Zur 170. Folge wurden erneut leichte Veränderungen am Bühnenbild vorgenommen.

## Sendung

### Ausstrahlung
Nachdem RTL bei den 25 ersten „Chartshow“-Folgen auf Event-Programmierungen setzte und die Sendung an unterschiedlichen Wochentagen, zu unterschiedlichen Sendezeiten und in unterschiedlichen Abständen zeigte, gab es Anfang 2007 erstmals eine Staffel-Produktion. Von Januar bis März wurden freitags um 21.15 Uhr insgesamt acht „Chartshow“-Ausgaben ausgestrahlt. Weitere Staffeln folgten seit Herbst 2007 halbjährlich, die Sendezeit blieb bestehen. Besondere Ausgaben wie die Hits des Jahres werden allerdings weiterhin um 20.15 Uhr ausgestrahlt. Am 2. Mai 2008 wurde die 50. Sendung gesendet. Am 9. Dezember 2011 wurde die 100. Sendung ausgestrahlt. Am 14. Juni 2013 wurde die Sendung zur Feier des 10. Geburtstags der Show aus einem Amphitheater in Palma ausgestrahlt, dabei wurde das Thema der ersten Ausgabe genommen, wobei nun auch die in der Zwischenzeit erschienenen Hits einberechnet wurden, wodurch es auch eine neue Nummer Eins gab. Erstmals wurden dabei 100 Platzierungen gezeigt. Die Erst-Ausstrahlung der Show Der erfolgreichste ABBA-Song aller Zeiten (2021) erfolgte erst um 23.35 Uhr.
An Silvester 2021 wurde von 12:00 bis 02:00 Uhr die längste Chartshow aller Zeiten ausgestrahlt. Es handelte sich dabei um Recuts der Sendungen 147, 149 und 151. Von 20:15 Uhr bis Mitternacht lief Folge 160 als Erstausstrahlung. Das Programm wurde lediglich durch RTL aktuell und Willkommen in 2022 unterbrochen. An Silvester 2022 wurde dasselbe Sendeschema mit den Wiederholungen vom Vorjahr verwendet.
Die Folgen 163 bis 167 wurden um 22:30 Uhr erstausgestrahlt und waren lediglich 90 Minuten lang.

### Auswertung
Für die einzelnen Sendungen wird eine Rangliste der erfolgreichsten Songs (bzw. Filmen, Alben, Interpreten) zu einem bestimmten Thema zusammengestellt. Diese wird nach einem Punkteschema von dem Experten Frank Ehrlacher – in früheren Folgen auch von Joachim Pschorr, dem ehemaligen Geschäftsführer der Zeitschrift „Musikmarkt“ – zusammengestellt. Dabei werden nach den wöchentlichen Chartplatzierungen von den Plätzen eins bis zehn die Punkte zehn bis eins vergeben (Platz eins bekommt zehn Punkte, Platz zwei bekommt neun Punkte usw.). Danach werden alle Punkte des jeweiligen Interpreten zusammengerechnet. Geht es um die Platzierung von Singles oder Alben, wird von jedem Künstler nur das erfolgreichste Werk ausgewählt (außer in den Ausgaben der erfolgreichsten Hits des jeweiligen Jahres). Die Top 50 (bzw. 100, 40, 35, 30, 25, 24 oder 20) dieser Liste werden in der jeweiligen Sendung präsentiert. Dies geschieht in Form von Einspielungen, bestehend aus bis zu fünf Platzierungen, die von prominenten Personen kommentiert werden.
In der Ausgabe „Die beliebtesten Weihnachtshits aller Zeiten“ erfolgte die Auswertung nach einer Forsa-Umfrage, bei der die befragten Personen ihnen vorgespielte Weihnachtslieder von 1 bis 10 bewerten sollten. Vorgestellt wurden die Top 24 des Ergebnisses. Für die Ausgabe „Die erfolgreichsten Radiohits“ wurden die offiziellen Airplay-Charts des Marktforschungsunternehmens Nielsen Media Research ausgewertet. Das Ranking der Folge „Die besten Musikvideos aller Zeiten“ basierte auf einer Zuschauer-Abstimmung auf der Internet-Seite RTL.de; ebenso erfolgte die Auswertung der Ausgaben „Die Lieblingshits der Frauen“ und „Die Lieblingshits der Männer“, „Der beliebteste Weihnachtssong“, „Die beliebtesten Après-Ski-Party-Hits“ sowie jene für die 100. Folge „Deutschland wählt die Nr. 1“. Für alle sonstigen Ausgaben der Musiksendung waren die deutschen Single- oder Album-Charts Grundlage für die Platzierungen. Das Ranking zur Ausgabe „Die erfolgreichsten Fetenhits aller Zeiten“ entstand laut Frank Ehrlacher zum einen durch die Chartplatzierungen, zum anderen aus den Bewertungen der Songs durch „Partyexperten“, darunter Musiker und DJs. So kam es, dass der Siegertitel der Show I Was Made for Lovin’ You von Kiss zwar laut Charts nur Platz 13 belegte, durch die Jurywertungen allerdings Platz eins in der Show erreichte.
In der Ausgabe „Die erfolgreichsten Hits 2019“ erfolgte die Auswertung der Top 25 Singles nicht nur nach den Singlecharts, sondern auch nach den Airplaycharts von MusicTrace. Grund dafür ist, dass Deutsch-Rapper wie Capital Bra sonst mehr als dreimal in den Countdown gekommen wären. Durch die Einbeziehung der Airplaycharts kamen auch Hits in den Countdown, die in den Singlecharts gar nicht die Top 10 erreichten wie Bad Liar von den Imagine Dragons und dadurch schaffte der Hit Señorita von Shawn Mendes & Camila Cabello es auf Platz 1 des Countdowns, ursprünglich ohne Airplaycharts wäre Old Town Road von Lil Nas X Platz 1 der Singles gewesen. In der Album-Auswertung lag somit Herz Kraft Werke vor dem unbetitelten Rammstein-Album auf Platz eins, laut GfK war dies genau umgekehrt der Fall.
Die Auswahl der Titel, die tatsächlich in der Sendung veröffentlicht werden, erscheint allerdings manchmal willkürlich. So fehlte etwa in der Ausgabe vom 4. März 2011 „Die erfolgreichsten Synthie-Pop Hits“ der Titel Living on Video von Trans-X, obwohl sich dieser Klassiker des Synthiepops 1983 auf Platz 4 platzieren konnte. Andere Titel, die nicht einmal in den Top 10 vertreten waren, wurden dagegen veröffentlicht. So wurde etwa der Titel (You’ll Always Find Me in the) Kitchen at Parties von Jona Lewie vorgestellt, obwohl er in den Wochenplatzierungen über Platz 23 nie hinaus kam und deshalb gemäß dem o. g. Auswertungsmodus 0 Punkte erreichte.
Der genaue Zeitrahmen der Auswertung bleibt unbekannt. So war in der Best Of 2020-Ausgabe AC/DC mit Power Up nicht platziert, obwohl sie in den Jahres-Charts der GfK Platz eins belegten. Das Album stieg im November des Jahres in die Charts ein.
Die Ausstrahlung der Best Of 2021-Ausgabe erfolgte bereits am 14. November. Frank Ehrlacher bestätige in der Sendung, dass die Verkaufszahlen bis einschließlich Ende Oktober ausgewertet wurden. Somit wurden verkaufsstarke Alben, die erst Ende des Jahres charten sollten, nicht platziert. Zum Beispiel Ed Sheerans =, ABBA mit Voyage oder Adele mit 30.
In der Sendung „Die erfolgreichsten Silvester-Party-Hits“ erfolgte kein Ranking nach Chartdaten. Es wurden 50 Hits der Jahre 1972 bis 2021 präsentiert, pro Jahr ein Titel. Begonnen wurde chronologisch mit Is This the Way to Amarillo? (1972), bis hin zu Wellerman (2021). Das gleiche System wurde am 10. Juni 2022 bei „50 Jahre Ballermann – Die erfolgreichsten Hits“ verwendet von den Jahren 1973 bis 2022.

### Auftritte
Einige der platzierten Musikstars treten jeweils live in der Sendung auf. Auf der „Chartshow“-Bühne standen unter anderem bereits Bryan Adams, Aura Dione, a-ha, Baccara, BAP, Andrea Bocelli, Boney M., Bro’Sis, Chris de Burgh, Yvonne Catterfeld, Alex Clare, Alice Cooper, Donovan, Sunrise Avenue, Carl Douglas, East 17, Dr. Alban, Estelle, Europe, Frl. Menke, David Garrett, Robin Gibb, die Goombay Dance Band, Nina Hagen, Debbie Harry, Nathan Evans, Heino, HIM, Hurts, Ich + Ich, Holly Johnson, Juanes, Jona Lewie, Udo Jürgens, Roland Kaiser, Ronan Keating, The Kelly Family, James Last, Vicky Leandros, Lena, Udo Lindenberg, Lordi, Amy Macdonald, Madcon, Peter Maffay, Mando Diao, Maroon 5, Melanie C, Mireille Mathieu, MIA., Monrose, Gary Moore, Münchener Freiheit, Olly Murs, Xavier Naidoo, Gianna Nannini, Nena, Nicole, die No Angels, Chris Norman, OneRepublic, OOMPH!, The Original Singers, Wolfgang Petry, Pur, Pussycat, Suzi Quatro, Rednex, Matthias Reim, Revolverheld, Cliff Richard, Marianne Rosenberg, Roxette, Alexander Rybak, Sandra, Sean Paul, Scooter, die Scorpions, Shaggy, Silbermond, Snow Patrol, die Sportfreunde Stiller, Stromae, The Sweet, Tokio Hotel, Unheilig, US5, Kim Wilde, Laith Al-Deen, Paul Young, Sarah Connor, Peter Schilling, die alle Nummer-eins-Hits in Deutschland hatten.

## Ausgaben
In der Spalte Charts ist die höchste Position und die Anzahl der Wochen in den deutschen Compilationcharts angegeben.

| Jahr | Titel Ausgabe                                                           | Höchstplatzierung, Gesamtwochen, AuszeichnungChartsChartplatzierungen (Jahr, Titel, Ausgabe, Platzierungen, Wochen, Auszeichnungen, Anmerkungen, Nummer Eins) | Anmerkungen                                                                                      | Nummer Eins | [↑]: gemeinsam behandelt mit vorhergehendem Eintrag; [←]: in beiden Charts platziert |
| Jahr | Titel Ausgabe                                                           | DE | Anmerkungen                                                                                      | Nummer Eins |                                                                                      |
| ---- | ----------------------------------------------------------------------- | --- | ------------------------------------------------------------------------------------------------ | --- | ------------------------------------------------------------------------------------ |
| 2003 | Die erfolgreichsten Hits der letzten 30 Jahre 1                         | DE3 (6 Wo.)DE | Erstausstrahlung: 21. Mai 2003 2 CD                                                              | Butterfly von Danyel Gérard |                                                                                      |
| 2003 | Die erfolgreichsten Alben der letzten 30 Jahre 2                        | DE4 (2 Wo.)DE | Erstausstrahlung: 8. September 2003 2 CD                                                         | 1962–1966 von den Beatles |                                                                                      |
| 2003 | Die erfolgreichsten One-Hit-Wonder 3                                    | — | Erstausstrahlung: 11. November 2003                                                              | A Song of Joy von Miguel Ríos |                                                                                      |
| 2004 | Die erfolgreichsten deutschen Hits 4                                    | DE3 (8 Wo.)DE | Erstausstrahlung: 9. Februar 2004 2 CD                                                           | Verdammt, ich lieb’ Dich von Matthias Reim                                                                                                 |                                                                                      |
| 2004 | Die erfolgreichsten Kino-Hits 5                                         | DE9 (3 Wo.)DE | Erstausstrahlung: 1. März 2004 2 CD                                                              | Das Dschungelbuch |                                                                                      |
| 2004 | Die erfolgreichsten Duos 6                                              | — | Erstausstrahlung: 15. April 2004                                                                 | Andrea Bocelli und Sarah Brightman: Time to Say Goodbye                                                                                    |                                                                                      |
| 2004 | Die erfolgreichsten Sommerhits 7                                        | DE5 (18 Wo.)DE | Erstausstrahlung: 22. Mai 2004 2 CD                                                              | Paloma Blanca von George Baker Selection                                                                                                   |                                                                                      |
| 2004 | Die erfolgreichsten Hits „Made in Germany“ 8                            | — | Erstausstrahlung: 5. Juni 2004                                                                   | Rivers of Babylon von Boney M. |                                                                                      |
| 2004 | Die erfolgreichsten Popgruppen 9                                        | — | Erstausstrahlung: 3. September 2004                                                              | The Beatles |                                                                                      |
| 2004 | Die erfolgreichsten Lovesongs 10                                        | DE6 (8 Wo.)DE | Erstausstrahlung: 10. September 2004 2 CD                                                        | Rock Your Baby von George McCrae |                                                                                      |
| 2004 | Die erfolgreichsten Sängerinnen 11                                      | DE5 (4 Wo.)DE | Erstausstrahlung: 19. Oktober 2004 CD (Sängerinnen)                                              | Madonna |                                                                                      |
| 2004 | Die erfolgreichsten Sänger 12[DE: ↑]                                    | DE5 (4 Wo.)DE | Erstausstrahlung: 21. Oktober 2004 CD (Sänger)                                                   | Roy Black |                                                                                      |
| 2004 | Die erfolgreichsten deutschen Alben 13                                  | — | Erstausstrahlung: 30. November 2004                                                              | 4630 Bochum von Herbert Grönemeyer |                                                                                      |
| 2005 | Die größten Partyhits 14                                                | DE6 (16 Wo.)DE | Erstausstrahlung: 31. Januar 2005 2 CD                                                           | Y.M.C.A. von den Village People |                                                                                      |
| 2005 | Die erfolgreichsten Stars der Musikgeschichte 15                        | — | Erstausstrahlung: 5. März 2005                                                                   | James Last |                                                                                      |
| 2005 | Die erfolgreichsten Dauerbrenner 16                                     | — | Erstausstrahlung: 16. April 2005                                                                 | Die längste Single der Welt von Wolfgang Petry                                                                                             |                                                                                      |
| 2005 | Die besten Musikvideos aller Zeiten 17                                  | — | Erstausstrahlung: 4. Juni 2005                                                                   | Lady Marmalade von Christina Aguilera, Lil’ Kim, Mýa und P!nk                                                                              |                                                                                      |
| 2005 | Die erfolgreichsten Künstler der 80er Jahre 18                          | DE2 (19 Wo.)DE | Erstausstrahlung: 17. September 2005 2 CD                                                        | Pet Shop Boys |                                                                                      |
| 2005 | Die beliebtesten Weihnachtshits aller Zeiten 19                         | DE7 (17 Wo.)DE | Erstausstrahlung: 17. Dezember 2005 2 CD                                                         | Last Christmas von Wham! |                                                                                      |
| 2005 | Die erfolgreichsten Silvesterknaller 20                                 | — | Erstausstrahlung: 31. Dezember 2005                                                              | Y.M.C.A. von den Village People |                                                                                      |
| 2006 | Die Party geht weiter –                                                 | — | Erstausstrahlung: 1. Januar 2006                                                                 | – |                                                                                      |
| 2006 | Die erfolgreichsten Rockstars aller Zeiten 21                           | DE3 (11 Wo.)DE | Erstausstrahlung: 23. März 2006 2 CD                                                             | Deep Purple |                                                                                      |
| 2006 | Die erfolgreichsten Werbehits aller Zeiten 22                           | DE7 (12 Wo.)DE | Erstausstrahlung: 12. April 2006 2 CD                                                            | Levi’s-Werbung |                                                                                      |
| 2006 | Die erfolgreichsten Fußballhits aller Zeiten 23                         | DE2 (19 Wo.)DE | Erstausstrahlung: 29. Mai 2006 2 CD                                                              | Love Generation von Bob Sinclar Pres. Goleo VI Feat. Gary „Nesta“ Pine                                                                     |                                                                                      |
| 2006 | Die erfolgreichsten Sängerinnen – Made in Germany 24                    | DE7 (6 Wo.)DE | Erstausstrahlung: 16. September 2006 2 CD                                                        | Nena |                                                                                      |
| 2006 | Die erfolgreichsten Sänger – Made in Germany 25                         | DE6 (6 Wo.)DE | Erstausstrahlung: 17. September 2006 2 CD                                                        | Peter Maffay |                                                                                      |
| 2007 | Die erfolgreichsten Hits der neuen deutschen Welle 26                   | DE1 (21 Wo.)DE | Erstausstrahlung: 19. Januar 2007 2 CD                                                           | Skandal im Sperrbezirk von Spider Murphy Gang                                                                                              |                                                                                      |
| 2007 | Die erfolgreichsten Kids in den Charts 27                               | — | Erstausstrahlung: 26. Januar 2007                                                                | Banjo-Boy von Jan & Kjeld |                                                                                      |
| 2007 | Von Null auf Platz 1: Die erfolgreichsten Chartstürmer aller Zeiten 28  | — | Erstausstrahlung: 2. Februar 2007                                                                | The Spirit of the Hawk von Rednex |                                                                                      |
| 2007 | Die erfolgreichsten Comedians aller Zeiten 29                           | — | Erstausstrahlung: 9. Februar 2007                                                                | Jürgen von Manger mit dem Album Stegreif-Geschichten                                                                                       |                                                                                      |
| 2007 | Die erfolgreichsten Stars der 70er Jahre 30                             | DE2 (16 Wo.)DE | Erstausstrahlung: 16. Februar 2007 2 CD                                                          | The Sweet |                                                                                      |
| 2007 | Die größten Skandal-Songs aller Zeiten 31                               | — | Erstausstrahlung: 23. Februar 2007                                                               | Without Me von Eminem |                                                                                      |
| 2007 | Die erfolgreichsten Cover-Songs 32                                      | — | Erstausstrahlung: 2. März 2007                                                                   | Tränen lügen nicht von Michael Holm |                                                                                      |
| 2007 | Die erfolgreichsten Stars der 90er Jahre 33                             | DE4 (9 Wo.)DE | Erstausstrahlung: 9. März 2007 2 CD                                                              | SNAP! |                                                                                      |
| 2007 | Die erfolgreichsten Dauerbrenner-Alben 34                               | — | Erstausstrahlung: 7. Juli 2007                                                                   | Wish You Were Here von Pink Floyd |                                                                                      |
| 2007 | Die erfolgreichsten Italo-Hits aller Zeiten 35                          | DE4 (15 Wo.)DE | Erstausstrahlung: 14. September 2007 2 CD                                                        | Marina von Rocco Granata |                                                                                      |
| 2007 | Die erfolgreichsten Girl- und Boygroups aller Zeiten 36                 | DE9 (5 Wo.)DE | Erstausstrahlung: 21. September 2007 2 CD                                                        | Backstreet Boys |                                                                                      |
| 2007 | Die erfolgreichsten Rock-Balladen aller Zeiten 37                       | DE1 (29 Wo.)DE | Erstausstrahlung: 29. September 2007 2 CD                                                        | (Everything I Do) I Do It for You von Bryan Adams                                                                                          |                                                                                      |
| 2007 | Die erfolgreichsten Film-Hits aller Zeiten 38                           | — | Erstausstrahlung: 5. Oktober 2007                                                                | Soundtrack Dirty Dancing |                                                                                      |
| 2007 | Die erfolgreichsten Disco-Classics aller Zeiten 39                      | DE4 (15 Wo.)DE | Erstausstrahlung: 20. Oktober 2007 2 CD                                                          | Daddy Cool von Boney M. |                                                                                      |
| 2007 | Die erfolgreichsten New-Wave- und Popsongs aller Zeiten 40              | DE2 (15 Wo.)DE | Erstausstrahlung: 27. Oktober 2007 2 CD                                                          | Maid of Orleans (The Waltz Joan of Arc) von O.M.D.                                                                                         |                                                                                      |
| 2007 | Die erfolgreichsten Hits 2007 41                                        | DE2 (17 Wo.)DE | Erstausstrahlung: 1. Dezember 2007 2 CD                                                          | Ein Stern (… der deinen Namen trägt) von DJ Ötzi und Nik P.                                                                                |                                                                                      |
| 2008 | Die erfolgreichsten Radiohits 42                                        | DE1 (18 Wo.)DE | Erstausstrahlung: 5. Januar 2008 2 CD                                                            | Feel von Robbie Williams |                                                                                      |
| 2008 | Die erfolgreichsten Schlagerstars 43                                    | DE2 (10 Wo.)DE | Erstausstrahlung: 12. Januar 2008 2 CD                                                           | Vicky Leandros |                                                                                      |
| 2008 | Die erfolgreichsten deutschen Bands aller Zeiten 44                     | — | Erstausstrahlung: 1. März 2008                                                                   | Scooter |                                                                                      |
| 2008 | Die erfolgreichsten Oldies aller Zeiten 45                              | DE1 (26 Wo.)DE | Erstausstrahlung: 28. März 2008 2 CD                                                             | Sugar Baby Love von The Rubettes |                                                                                      |
| 2008 | Die erfolgreichsten TV-Hits aller Zeiten 46                             | — | Erstausstrahlung: 4. April 2008                                                                  | Time to Say Goodbye (TV-Box-Kampf zwischen Henry Maske und Virgil Hill) von Andrea Bocelli und Sarah Brightman                             |                                                                                      |
| 2008 | Die erfolgreichsten Debütalben aller Zeiten 47                          | — | Erstausstrahlung: 11. April 2008                                                                 | Heintje von Heintje |                                                                                      |
| 2008 | Die erfolgreichsten Casting-Stars aller Zeiten 48                       | — | Erstausstrahlung: 18. April 2008                                                                 | Britney Spears |                                                                                      |
| 2008 | Die erfolgreichsten Singer-Songwriter aller Zeiten 49                   | DE3 (7 Wo.)DE | Erstausstrahlung: 25. April 2008 2 CD                                                            | Herbert Grönemeyer |                                                                                      |
| 2008 | Die erfolgreichsten Rock Classics aller Zeiten 50                       | DE2 (25 Wo.)DE | Erstausstrahlung: 2. Mai 2008 2 CD                                                               | The Rolling Stones |                                                                                      |
| 2008 | Die erfolgreichsten Entertainer aller Zeiten 51                         | DE18 (1 Wo.)DE | Erstausstrahlung: 9. Mai 2008 2 CD                                                               | Udo Jürgens |                                                                                      |
| 2008 | Die erfolgreichsten Grand-Prix-Songs aller Zeiten 52                    | DE4 (2 Wo.)DE | Erstausstrahlung: 16. Mai 2008 2 CD                                                              | Puppet on a String von Sandie Shaw |                                                                                      |
| 2008 | Die erfolgreichsten Alben der 80er 53                                   | — | Erstausstrahlung: 4. Oktober 2008                                                                | 4630 Bochum von Herbert Grönemeyer |                                                                                      |
| 2008 | Die erfolgreichsten Familien in den Charts 54                           | — | Erstausstrahlung: 17. Oktober 2008                                                               | Bee Gees |                                                                                      |
| 2008 | Die erfolgreichsten Black Music Hits aller Zeiten 55                    | DE2 (8 Wo.)DE | Erstausstrahlung: 7. November 2008 2 CD                                                          | Kung Fu Fighting von Carl Douglas |                                                                                      |
| 2008 | Die erfolgreichsten Comebacks aller Zeiten 56                           | DE10 (3 Wo.)DE | Erstausstrahlung: 21. November 2008 2 CD; Einfach-CD: Musik-Verhörer                             | We Don’t Talk Anymore von Cliff Richard |                                                                                      |
| 2008 | Die erfolgreichsten neuen deutschen Pop-Rock Stars 57                   | DE9 (10 Wo.)DE | Erstausstrahlung: 28. November 2008 2 CD                                                         | Vom selben Stern von Ich + Ich |                                                                                      |
| 2008 | Die erfolgreichsten Hits des Jahres 2008 58                             | DE2 (19 Wo.)DE | Erstausstrahlung: 5. Dezember 2008 2 CD                                                          | Bleeding Love von Leona Lewis |                                                                                      |
| 2008 | Die erfolgreichsten Herzschmerz-Songs aller Zeiten 59                   | DE6 (9 Wo.)DE | Erstausstrahlung: 12. Dezember 2008 2 CD                                                         | Time to Say Goodbye von Andrea Bocelli und Sarah Brightman                                                                                 |                                                                                      |
| 2008 | Die ultimative Silvesterparty – Die größten Après-Ski-Hits 60           | DE4 (30 Wo.)DE | Erstausstrahlung: 31. Dezember 2008 2 CD                                                         | Anton aus Tirol von DJ Ötzi |                                                                                      |
| 2009 | Die erfolgreichsten Flower Power Hits aller Zeiten 61                   | DE1 (23 Wo.)DE | Erstausstrahlung: 30. Januar 2009 2 CD                                                           | San Francisco (Be Sure to Wear Flowers in Your Hair) von Scott McKenzie                                                                    |                                                                                      |
| 2009 | Die erfolgreichsten Latin Hits aller Zeiten 62                          | DE2 (23 Wo.)DE | Erstausstrahlung: 6. Februar 2009 2 CD                                                           | The Ketchup Song (Aserejé) von Las Ketchup                                                                                                 |                                                                                      |
| 2009 | Die erfolgreichsten Exporte „Made in Germany“ 63                        | — | Erstausstrahlung: 13. Februar 2009                                                               | Boney M. |                                                                                      |
| 2009 | Die erfolgreichsten Comedy Hits aller Zeiten 64                         | — | Erstausstrahlung: 20. Februar 2009                                                               | Frank Zander |                                                                                      |
| 2009 | Die erfolgreichsten Dancefloor Hits aller Zeiten 65                     | DE2 (22 Wo.)DE | Erstausstrahlung: 27. Februar 2009 2 CD                                                          | It’s My Life von Dr. Alban |                                                                                      |
| 2009 | 50 Jahre deutsche Charts 66                                             | — | Erstausstrahlung: 8. Mai 2009                                                                    | Ein Stern (… der deinen Namen trägt) von DJ Ötzi und Nik P.                                                                                |                                                                                      |
| 2009 | Die Lieblingshits der Frauen 67                                         | DE2 (10 Wo.)DE | Erstausstrahlung: 15. Mai 2009 2 CD                                                              | (I’ve Had) The Time of My Life von Bill Medley & Jennifer Warnes                                                                           |                                                                                      |
| 2009 | Die Lieblingshits der Männer 68                                         | DE2 (10 Wo.)DE | Erstausstrahlung: 22. Mai 2009 2 CD                                                              | We Will Rock You von Queen |                                                                                      |
| 2009 | Die erfolgreichsten erotischen Hits aller Zeiten 69                     | — | Erstausstrahlung: 5. Juni 2009                                                                   | Rock Your Baby von George McCrae |                                                                                      |
| 2009 | Die erfolgreichsten Love Songs der 80er Jahre 70                        | DE3 (7 Wo.)DE | Erstausstrahlung: 9. Oktober 2009 2 CD                                                           | Words von F. R. David |                                                                                      |
| 2009 | Die erfolgreichsten Film-Hits aller Zeiten 71                           | DE4 (7 Wo.)DE | Erstausstrahlung: 30. Oktober 2009 2 CD                                                          | Conquest of Paradise von Vangelis |                                                                                      |
| 2009 | Die erfolgreichsten deutschen Coversongs aller Zeiten 72                | — | Erstausstrahlung: 6. November 2009                                                               | Tränen lügen nicht von Michael Holm |                                                                                      |
| 2009 | Die erfolgreichsten Downloadsongs aller Zeiten 73                       | DE2 (12 Wo.)DE | Erstausstrahlung: 20. November 2009 2 CD                                                         | Poker Face von Lady Gaga |                                                                                      |
| 2009 | Die erfolgreichsten Reunions aller Zeiten 74                            | — | Erstausstrahlung: 27. November 2009                                                              | Modern Talking |                                                                                      |
| 2009 | Die erfolgreichsten Hits des Jahres 2009 75                             | DE1 (19 Wo.)DE | Erstausstrahlung: 4. Dezember 2009 2 CD                                                          | Poker Face von Lady Gaga |                                                                                      |
| 2009 | Die erfolgreichsten Rock-Pop Christmas-Songs aller Zeiten 76            | DE2 (30 Wo.)DE | Erstausstrahlung: 11. Dezember 2009 2 CD                                                         | Hijo de la luna von Loona |                                                                                      |
| 2010 | Die erfolgreichsten Pop-Hymnen aller Zeiten 77                          | DE1 (28 Wo.)DE | Erstausstrahlung: 8. Januar 2010 2 CD                                                            | A Song of Joy von Miguel Ríos |                                                                                      |
| 2010 | Die erfolgreichsten deutschen Alben der 90er – Made in Germany 78       | — | Erstausstrahlung: 15. Januar 2010                                                                | Over the Hump von The Kelly Family |                                                                                      |
| 2010 | Die erfolgreichsten Pop-Pianohits aller Zeiten 79                       | DE1 (17 Wo.)DE | Erstausstrahlung: 22. Januar 2010 2 CD                                                           | (Everything I Do) I Do It for You von Bryan Adams                                                                                          |                                                                                      |
| 2010 | Die längsten Karrieren der Chartgeschichte 80                           | — | Erstausstrahlung: 29. Januar 2010                                                                | Paul Kuhn |                                                                                      |
| 2010 | Die erfolgreichsten Pop-Duette aller Zeiten 81                          | DE4 (8 Wo.)DE | Erstausstrahlung: 19. März 2010 2 CD                                                             | Stadt von Cassandra Steen und Adel Tawil                                                                                                   |                                                                                      |
| 2010 | Die erfolgreichsten Holidayhits aller Zeiten 82                         | DE2 (18 Wo.)DE | Erstausstrahlung: 4. Juni 2010 2 CD                                                              | Mambo No. 5 von Lou Bega |                                                                                      |
| 2010 | Die erfolgreichsten Hits des neuen Jahrtausends 83                      | DE2 (13 Wo.)DE | Erstausstrahlung: 29. Oktober 2010 2 CD                                                          | Ein Stern (… der deinen Namen trägt) von DJ Ötzi und Nik P.                                                                                |                                                                                      |
| 2010 | Die erfolgreichsten deutschen Lovesongs 84                              | DE2 (8 Wo.)DE | Erstausstrahlung: 5. November 2010 2 CD                                                          | Ein Stern (… der deinen Namen trägt) von DJ Ötzi und Nik P.                                                                                |                                                                                      |
| 2010 | Die Lieblingshits der Stars 85                                          | DE5 (3 Wo.)DE | Erstausstrahlung: 12. November 2010 2 CD                                                         | Come Back and Stay von Paul Young (Lieblingshit von Xavier Naidoo)                                                                         |                                                                                      |
| 2010 | Die erfolgreichsten Coversongs der 80er Jahre 86                        | DE5 (2 Wo.)DE | Erstausstrahlung: 19. November 2010 2 CD                                                         | Dance Little Bird von Electronica’s |                                                                                      |
| 2010 | Die erfolgreichsten One-Hit-Wonder II 87                                | DE13 (2 Wo.)DE | Erstausstrahlung: 26. November 2010 2 CD                                                         | Beinhart von Torfrock |                                                                                      |
| 2010 | Die erfolgreichsten Hits des Jahres 2010 88                             | DE1 (19 Wo.)DE | Erstausstrahlung: 3. Dezember 2010 2 CD                                                          | Geboren um zu leben von Unheilig |                                                                                      |
| 2010 | Die erfolgreichsten Musical-Hits 89                                     | DE13 (3 Wo.)DE | Erstausstrahlung: 20. November 2010 2 CD                                                         | Daddy Cool von Boney M. aus dem Musical Daddy Cool                                                                                         |                                                                                      |
| 2011 | Die Party geht weiter II –                                              | — | Erstausstrahlung: 1. Januar 2011                                                                 | – |                                                                                      |
| 2011 | Die erfolgreichsten Synthie-Pop-Hits 90                                 | DE2 (11 Wo.)DE | Erstausstrahlung: 4. März 2011 2 CD                                                              | Allein Allein von Polarkreis 18 |                                                                                      |
| 2011 | Die erfolgreichsten Evergreens 91                                       | DE2 (5 Wo.)DE | Erstausstrahlung: 11. März 2011 2 CD                                                             | Somewhere over the Rainbow / What a Wonderful World von Israel Kamakawiwoʻole                                                              |                                                                                      |
| 2011 | Die erfolgreichsten Party-Hits des neuen Jahrtausends 92                | DE3 (16 Wo.)DE | Erstausstrahlung: 18. März 2011 2 CD                                                             | Heavy Cross von Gossip |                                                                                      |
| 2011 | Die erfolgreichsten neuen deutschen Rock-Pop-Hits 93                    | DE3 (10 Wo.)DE | Erstausstrahlung: 1. April 2011 2 CD                                                             | Geboren um zu leben von Unheilig |                                                                                      |
| 2011 | Die erfolgreichsten Song-Girls aller Zeiten 94                          | DE14 (1 Wo.)DE | Erstausstrahlung: 8. April 2011 2 CD                                                             | Marina von Rocco Granata |                                                                                      |
| 2011 | Die produktivsten Künstler aller Zeiten 95                              | — | Erstausstrahlung: 15. April 2011                                                                 | Peter Alexander und Madonna (gemeinsam Nr. 1)                                                                                              |                                                                                      |
| 2011 | Die erfolgreichsten Pop-Komponisten aller Zeiten 96                     | DE4 (6 Wo.)DE | Erstausstrahlung: 29. Juli 2011 2 CD                                                             | Nicky Chinn und Mike Chapman |                                                                                      |
| 2011 | Die erfolgreichsten Solo-Trips aller Zeiten 97                          | DE8 (6 Wo.)DE | Erstausstrahlung: 5. August 2011 2 CD                                                            | Michael Jackson |                                                                                      |
| 2011 | Die erfolgreichsten singenden Schauspieler aller Zeiten 98              | — | Erstausstrahlung: 12. August 2011                                                                | John Travolta |                                                                                      |
| 2011 | Die erfolgreichsten Hits des Jahres 2011 99                             | DE1 (22 Wo.)DE | Erstausstrahlung: 2. Dezember 2011 2 CD                                                          | On the Floor von Jennifer Lopez feat. Pitbull                                                                                              |                                                                                      |
| 2011 | Deutschland wählt die Nr. 1 100                                         | DE4 (19 Wo.)DE | Erstausstrahlung: 9. Dezember 2011 2 CD                                                          | Earth Song von Michael Jackson |                                                                                      |
| 2011 | Die erfolgreichsten Greatest-Hits-Alben aller Zeiten 101                | — | Erstausstrahlung: 16. Dezember 2011                                                              | 1962–1966 von den Beatles |                                                                                      |
| 2012 | Die erfolgreichsten Hits der Welt 102                                   | DE3 (10 Wo.)DE | Erstausstrahlung: 9. Februar 2012 2 CD                                                           | I Will Always Love You von Whitney Houston                                                                                                 |                                                                                      |
| 2012 | Die erfolgreichsten deutschen Sängerinnen 103                           | DE9 (5 Wo.)DE | Erstausstrahlung: 17. Februar 2012 3–CD–Box: Sängerinnen und Sänger                              | Sarah Connor |                                                                                      |
| 2012 | Die erfolgreichsten deutschen Sänger 104[DE: ↑]                         | DE9 (5 Wo.)DE | Erstausstrahlung: 17. Februar 2012                                                               | Falco |                                                                                      |
| 2012 | Die erfolgreichsten Überraschungshits aller Zeiten 105                  | — | Erstausstrahlung: 9. März 2012                                                                   | Ein Stern (… der deinen Namen trägt) von DJ Ötzi und Nik P.                                                                                |                                                                                      |
| 2012 | Die erfolgreichsten Werbesongs des neuen Jahrtausends 106               | DE11 (3 Wo.)DE | Erstausstrahlung: 16. März 2012 2 CD                                                             | Kuschel Song von Schnuffel |                                                                                      |
| 2012 | Die erfolgreichste Single der 80er Jahre 107                            | DE2 (8 Wo.)DE | Erstausstrahlung: 9. November 2012 2 CD                                                          | Sun of Jamaica von der Goombay Dance Band                                                                                                  |                                                                                      |
| 2012 | Die erfolgreichsten Internet-Hits 108                                   | — | Erstausstrahlung: 16. November 2012                                                              | Apologize von OneRepublic |                                                                                      |
| 2012 | Die erfolgreichsten Rockhymnen aller Zeiten 109                         | DE2 (27 Wo.)DE | Erstausstrahlung: 23. November 2012 2 CD                                                         | Another Brick in the Wall von Pink Floyd                                                                                                   |                                                                                      |
| 2012 | Die erfolgreichsten Hits des Jahres 2012 110                            | DE1 (22 Wo.)DE | Erstausstrahlung: 30. November 2012 2 CD                                                         | Ai Se Eu Te Pego! von Michel Teló |                                                                                      |
| 2012 | 50 Jahre Charts – Die Alben 111                                         | — | Erstausstrahlung: 20. Dezember 2012                                                              | My Fair Lady – Deutsche Originalaufnahme Soundtrack                                                                                        |                                                                                      |
| 2012 | Die erfolgreichsten Fetenhits aller Zeiten 112                          | DE9 (11 Wo.)DE | Erstausstrahlung: 31. Dezember 2012 2 CD                                                         | I Was Made for Lovin’ You von Kiss |                                                                                      |
| 2013 | Die erfolgreichste Single der 90er Jahre 113                            | DE1 (15 Wo.)DE | Erstausstrahlung: 1. Februar 2013 2 CD                                                           | Time to Say Goodbye von Sarah Brightman und Andrea Bocelli                                                                                 |                                                                                      |
| 2013 | Die häufigsten Coversongs 114                                           | — | Erstausstrahlung: 8. Februar 2013                                                                | Last Christmas von Wham! |                                                                                      |
| 2013 | Die erfolgreichste Single der deutschen Chartgeschichte 115             | DE2 (24 Wo.)DE | Erstausstrahlung: 14. Juni 2013 2 CD, auch als 3-CD-Box                                          | Ein Stern (… der deinen Namen trägt) von DJ Ötzi und Nik P.                                                                                |                                                                                      |
| 2013 | Die erfolgreichsten Ballermann-Hits 116                                 | DE2 (15 Wo.)DE | Erstausstrahlung: 19. Juli 2013 2 CD                                                             | Ein Bett im Kornfeld von Jürgen Drews |                                                                                      |
| 2013 | Die erfolgreichsten deutschen Alben des neuen Jahrtausends 117          | — | Erstausstrahlung: 3. August 2013                                                                 | Große Freiheit von Unheilig |                                                                                      |
| 2013 | Die erotischsten Musikvideos aller Zeiten 118                           | — | Erstausstrahlung: 10. August 2013                                                                | Poker Face von Lady Gaga |                                                                                      |
| 2013 | Die erfolgreichsten Sänger des neuen Jahrtausends 119                   | DE6 (4 Wo.)DE | Erstausstrahlung: 17. August 2013 2 CD                                                           | Eminem |                                                                                      |
| 2013 | Die erfolgreichsten Sängerinnen des neuen Jahrtausends 120              | DE3 (7 Wo.)DE | Erstausstrahlung: 24. August 2013 2 CD                                                           | Rihanna |                                                                                      |
| 2013 | Die erfolgreichsten Hits des Jahres 2013 121                            | DE1 (21 Wo.)DE | Erstausstrahlung: 29. November 2013 2 CD                                                         | Scream & Shout von will.i.am und Britney Spears                                                                                            |                                                                                      |
| 2013 | 50 Jahre Kassette 122                                                   | — | Erstausstrahlung: 27. Dezember 2013                                                              | Die drei ??? |                                                                                      |
| 2014 | Die erfolgreichsten Dauerbrenner aller Zeiten 123                       | DE2 (7 Wo.)DE | Erstausstrahlung: 7. März 2014 2 CD                                                              | Sky and Sand von Paul und Fritz Kalkbrenner                                                                                                |                                                                                      |
| 2014 | Der erfolgreichste ABBA-Song aller Zeiten 124                           | — | Erstausstrahlung: 31. Mai 2014                                                                   | Fernando |                                                                                      |
| 2014 | Die erfolgreichsten Bands aller Zeiten 125                              | DE9 (6 Wo.)DE | Erstausstrahlung: 1. August 2014 2 CD                                                            | The Beatles |                                                                                      |
| 2014 | Die erfolgreichsten Comedians 126                                       | — | Erstausstrahlung: 8. August 2014                                                                 | Mario Barth |                                                                                      |
| 2014 | Die erfolgreichsten Schlagerstars des neuen Jahrtausends 127            | DE2 (8 Wo.)DE | Erstausstrahlung: 15. August 2014 2 CD                                                           | Andrea Berg |                                                                                      |
| 2014 | Die erfolgreichsten TV-Serien-Hits aller Zeiten 128                     | — | Erstausstrahlung: 22. August 2014                                                                | Sugar, Sugar von The Archies (Serie The Archie Show, Folge The Archie Comedy Hour)                                                         |                                                                                      |
| 2014 | Die erfolgreichsten Michael-Jackson-Songs aller Zeiten 129              | — | Erstausstrahlung: 21. November 2014                                                              | Earth Song |                                                                                      |
| 2014 | Die erfolgreichsten Hits des Jahres 2014 130                            | DE2 (23 Wo.)DE | Erstausstrahlung: 5. Dezember 2014 2 CD                                                          | Atemlos durch die Nacht von Helene Fischer                                                                                                 |                                                                                      |
| 2014 | Deutschland wählt die Nummer 1: Der beliebteste Weihnachtssong 131      | DE3 (20 Wo.)DE | Erstausstrahlung: 12. Dezember 2014 2 CD                                                         | Last Christmas von Wham! |                                                                                      |
| 2014 | Die erfolgreichsten Alben des Jahres 2014 132                           | DE18 (4 Wo.)DE | Erstausstrahlung: 31. Dezember 2014 2 CD                                                         | Farbenspiel von Helene Fischer |                                                                                      |
| 2015 | Die erfolgreichsten Hits des Jahres 2015 133                            | DE2 (24 Wo.)DE | Erstausstrahlung: 27. November 2015 2 CD                                                         | Ain’t Nobody von Felix Jaehn feat. Jasmine Thompson                                                                                        |                                                                                      |
| 2015 | Die beliebtesten Apres-Ski-Party-Hits 134                               | DE7 (7 Wo.)DE | Erstausstrahlung: 31. Dezember 2015 2 CD                                                         | Atemlos durch die Nacht von Helene Fischer                                                                                                 |                                                                                      |
| 2016 | Die erfolgreichsten Sängerinnen aller Zeiten 135                        | DE7 (4 Wo.)DE | Erstausstrahlung: 8. Januar 2016 3–CD–Box: Sängerinnen und Sänger                                | Rihanna |                                                                                      |
| 2016 | Die erfolgreichsten Sänger aller Zeiten 136[DE: ↑]                      | DE7 (4 Wo.)DE | Erstausstrahlung: 26. Februar 2016                                                               | Michael Jackson |                                                                                      |
| 2016 | Die erfolgreichsten Hits des Jahres 2016 137                            | DE1 (23 Wo.)DE | Erstausstrahlung: 16. Dezember 2016 2 CD                                                         | Faded von Alan Walker |                                                                                      |
| 2016 | Die erfolgreichsten One-Hit-Wonder aller Zeiten 138                     | DE12 (3 Wo.)DE | Erstausstrahlung: 31. Dezember 2016 2 CD                                                         | Somewhere over the Rainbow / What a Wonderful World von Israel Kamakawiwoʻole                                                              |                                                                                      |
| 2017 | Die Party geht weiter III –                                             | — | Erstausstrahlung: 1. Januar 2017                                                                 | – |                                                                                      |
| 2017 | Die erfolgreichsten Radiohits aller Zeiten 139                          | DE8 (4 Wo.)DE | Erstausstrahlung: 6. Januar 2017 2 CD                                                            | Supreme von Robbie Williams |                                                                                      |
| 2017 | Die erfolgreichsten Hits des Jahres – Best of 2017 140                  | DE2 (24 Wo.)DE | Erstausstrahlung: 8. Dezember 2017 2 CD                                                          | Despacito von Luis Fonsi feat. Daddy Yankee (Singles) Helene Fischer von Helene Fischer (Alben)                                            |                                                                                      |
| 2017 | Die erfolgreichsten deutschsprachigen Singles der letzten 40 Jahre 141  | DE6 (11 Wo.)DE | Erstausstrahlung: 31. Dezember 2017 3–CD–Box                                                     | Ein Stern (… der deinen Namen trägt) von DJ Ötzi und Nik P.                                                                                |                                                                                      |
| 2018 | Die erfolgreichsten Rockballaden aller Zeiten 142                       | DE1 (13 Wo.)DE | Erstausstrahlung: 5. Januar 2018 2 CD                                                            | (Everything I Do) I Do It for You von Bryan Adams                                                                                          |                                                                                      |
| 2018 | Die erfolgreichsten Sommer-Hits der letzten 40 Jahre 143                | DE1 (17 Wo.)DE | Erstausstrahlung: 20. Juli 2018 2 CD                                                             | Despacito von Luis Fonsi feat. Daddy Yankee                                                                                                |                                                                                      |
| 2018 | 15 Jahre Chart Show – Die erfolgreichsten Hits der letzten 40 Jahre 144 | DE3 (17 Wo.)DE | Erstausstrahlung: 27. Juli 2018 3–CD–Box                                                         | Ein Stern (… der deinen Namen trägt) von DJ Ötzi und Nik P.                                                                                |                                                                                      |
| 2018 | Best of 2018! Die erfolgreichsten Hits des Jahres 2018 145              | DE2 (26 Wo.)DE | Erstausstrahlung: 7. Dezember 2018 2 CD                                                          | In My Mind von Dynoro und Gigi D’Agostino (Singles) Helene Fischer von Helene Fischer (Alben)                                              |                                                                                      |
| 2018 | Die beliebtesten Weihnachts-Hits der Frauen und Männer 146              | DE3 (13 Wo.)DE | Erstausstrahlung: 14. Dezember 2018 2 CD                                                         | Last Christmas von Wham! |                                                                                      |
| 2019 | Die erfolgreichsten Hits der 90er 147                                   | DE2 (14 Wo.)DE | Erstausstrahlung: 4. Januar 2019 2 CD                                                            | Time to Say Goodbye von Andrea Bocelli und Sarah Brightman (Singles) We Can’t Dance von Genesis (Alben)                                    |                                                                                      |
| 2019 | Die erfolgreichsten Hits 2019 148                                       | DE2 (29 Wo.)DE | Erstausstrahlung: 13. Dezember 2019 2 CD                                                         | Señorita von Shawn Mendes und Camila Cabello (Singles) Herz Kraft Werke von Sarah Connor (Alben)                                           |                                                                                      |
| 2019 | 20 Jahre neues Jahrtausend: Die erfolgreichsten Hits 149                | — | Erstausstrahlung: 31. Dezember 2019                                                              | Ein Stern (… der deinen Namen trägt) von DJ Ötzi und Nik P. (Singles) Farbenspiel von Helene Fischer (Alben)                               |                                                                                      |
| 2020 | Die große Jubiläumsshow: Deutschland wählt die Nummer 1 150             | DE2 (15 Wo.)DE | Erstausstrahlung: 3. Januar 2020 2 CD                                                            | Earth Song von Michael Jackson |                                                                                      |
| 2020 | Die erfolgreichsten Dance-Hits aller Zeiten! 151                        | DE1 (15 Wo.)DE | Erstausstrahlung: 5. Juni 2020 2 CD                                                              | Dance Monkey von Tones and I |                                                                                      |
| 2020 | Die erfolgreichsten Live-Acts 152                                       | — | Erstausstrahlung: 12. Dezember 2020                                                              | Herbert Grönemeyer |                                                                                      |
| 2020 | Best of 2020 – Die erfolgreichsten Hits des Jahres 153                  | — | Erstausstrahlung: 18. Dezember 2020 2 CD                                                         | Blinding Lights von The Weeknd (Singles) Sing meinen Song – Das Tauschkonzert (vol. 7) (Alben)                                             |                                                                                      |
| 2021 | Die erfolgreichsten Alben aller Zeiten 154                              | — | Erstausstrahlung: 8. Januar 2021                                                                 | Farbenspiel von Helene Fischer |                                                                                      |
| 2021 | Die erfolgreichsten Party-Schlager 155                                  | — | Erstausstrahlung: 25. Juni 2021 2 CD                                                             | Ein Stern (… der deinen Namen trägt) von DJ Ötzi und Nik P. (Singles) Best of von Helene Fischer (Alben)                                   |                                                                                      |
| 2021 | Die erfolgreichsten Sommerparty-Hits 156                                | — | Erstausstrahlung: 9. Juli 2021 2 CD                                                              | Atemlos durch die Nacht von Helene Fischer                                                                                                 |                                                                                      |
| 2021 | Die erfolgreichsten Skandalhits 157                                     | — | Erstausstrahlung: 21. August 2021                                                                | Without Me von Eminem (Singles) Back to Black von Amy Winehouse (Alben)                                                                    |                                                                                      |
| 2021 | Der erfolgreichste ABBA-Song aller Zeiten (2021) 158                    | — | Erstausstrahlung: 6. November 2021                                                               | Fernando |                                                                                      |
| 2021 | Best of 2021! – Die erfolgreichsten Hits des Jahres 159                 | — | Erstausstrahlung: 14. November 2021 2 CD                                                         | Bad Habits von Ed Sheeran (Singles) Udopium – Das Beste von Udo Lindenberg (Alben)                                                         |                                                                                      |
| 2021 | Die Party beginnt –                                                     | — | Erstausstrahlung: 31. Dezember 2021                                                              | – |                                                                                      |
| 2021 | Die erfolgreichsten Silvester-Party-Hits 160                            | — | Erstausstrahlung: 31. Dezember 2021 3–CD–Box                                                     | Wellerman 220 KID × Billen Ted Remix von Nathan Evans                                                                                      |                                                                                      |
| 2022 | Die Party geht weiter IV –                                              | — | Erstausstrahlung: 1. Januar 2022                                                                 | – |                                                                                      |
| 2022 | Die emotionalsten Hits aller Zeiten 161                                 | — | Erstausstrahlung: 14. Januar 2022 2 CD                                                           | Wind of Change von Scorpions (Singles) 21 von Adele (Alben)                                                                                |                                                                                      |
| 2022 | 50 Jahre Ballermann – Die erfolgreichsten Hits 162                      | — | Erstausstrahlung: 10. Juni 2022 2 CD                                                             | Nichts auf der Welt von Mallorca Allstars                                                                                                  |                                                                                      |
| 2022 | Die erfolgreichsten Italo-Sommerhits 163                                | — | Erstausstrahlung: 1. Juli 2022 3–CD–Box: Italo-Sommerhits und Sommerhits der 80er, 90er und 00er | Marina von Rocco Granata |                                                                                      |
| 2022 | Die erfolgreichsten Sommerhits der 90er 164                             | — | Erstausstrahlung: 8. Juli 2022                                                                   | Sweat (A La La La La Long) von Inner Circle                                                                                                |                                                                                      |
| 2022 | Die erfolgreichsten Sommerhits der 2000er 165                           | — | Erstausstrahlung: 15. Juli 2022                                                                  | Dragostea din tei von O-Zone |                                                                                      |
| 2022 | Die erfolgreichsten Sommerhits der 80er 166                             | — | Erstausstrahlung: 22. Juli 2022                                                                  | Lambada von Kaoma |                                                                                      |
| 2022 | Die besten Sommerhits 167                                               | — | Erstausstrahlung: 29. Juli 2022 2 CD                                                             | Vamos a la playa von Righeira |                                                                                      |
| 2022 | Best of 2022 – Die erfolgreichsten Hits des Jahres 168                  | — | Erstausstrahlung: 16. Dezember 2022 2 CD                                                         | As It Was von Harry Styles (Singles) Zeit von Rammstein (Alben)                                                                            |                                                                                      |
| 2023 | Die erfolgreichsten Comebacks aller Zeiten! 169                         | — | Erstausstrahlung: 25. August 2023                                                                | Believe von Cher (Singles) Private Dancer von Tina Turner (Alben)                                                                          |                                                                                      |
| 2023 | 20 Jahre Chart Show – Die erfolgreichsten Singles aller Zeiten 170      | — | Erstausstrahlung: 29. Dezember 2023                                                              | Komet von Udo Lindenberg und Apache 207 |                                                                                      |
| 2025 | Die erfolgreichsten Dance Party Hits aller Zeiten 171                   | — | Erstausstrahlung: 6. Juni 2025                                                                   | Rhythm Is a Dancer von Snap! |                                                                                      |
| 2025 | Die erfolgreichsten One Hit Wonder - Made in Germany 172                | — | Erstausstrahlung: 13. Juni 2025                                                                  | No No Never von Texas Lightning |                                                                                      |
| 2025 | Die erfolgreichsten Dauerbrenner 173                                    | — | Erstausstrahlung: 20. Juni 2025                                                                  | Roller von Apache 207 (Singles) Die 30 besten Spiel- und Bewegungslieder von Simone Sommerland, Karsten Glück und die Kita-Frösche (Alben) |                                                                                      |

Die Alben wurden in wenigen Fällen später neu aufgelegt bzw. erschienen ohne vorangegangene Show oder erst nachträglich.

## Internationale Adaptionen
Am 21. Juni 2009 startete die Sendung unter dem Titel „Chart Show“ beim griechischen Fernsehsender Alpha TV.